# Giunta provinciale amministrativa
La giunta provinciale amministrativa (GPA) era un organo collegiale dello stato italiano presente in ogni provincia, con competenza in tema di giustizia amministrativa.
Non va pertanto confusa con la giunta provinciale, che è invece un organo dell'ente provincia, facente parte della pubblica amministrazione italiana.

## Storia
Istituita con la legge n. 5865 del 30 dicembre 1888, la composizione della giunta provinciale amministrativa variò nel tempo. Una prima riforma venne fatta con la legge 1º maggio 1890 n. 6837.
Secondo l'art. 10 del regio decreto 4 febbraio 1915 n. 148 (come modificato dal R.D. 30 dicembre 1923 n. 2839) essa era costituita:
- dal prefetto, che la presiedeva;
- da due consiglieri di prefettura designati dal ministro dell'Interno;
- dall'intendente di finanza;
- da sei membri (quattro effettivi e due supplenti) nominati dal consiglio provinciale.

Con legge 18 giugno 1925, n. 1094 fu aggiunto il ragioniere capo della prefettura e, per mantenere invariata la prevalenza dei membri elettivi, questi ultimi furono portati a sei. Il R.D. 3 marzo 1934 n. 383, aggiunse l'ispettore provinciale ai membri di origine burocratica e ridusse a quattro effettivi e due supplenti i membri esterni all'amministrazione dello Stato, stabilendo la loro designazione da parte del Segretario del Partito Nazionale Fascista.
Con la caduta del regime fascista, la legge 4 aprile 1944 n. 111 ripristinò l'elettività dei membri esterni all'amministrazione dello stato, lasciando però il loro numero a quattro effettivi e due supplenti. Furono definitivamente superate con la legge 6 dicembre 1971, n. 1034, istitutiva dei tribunali amministrativi regionali.

## Funzioni
Le giunte provinciali amministrative furono istituite dalla legge 5865/1888 come organo dell'amministrazione periferica dello Stato con il compito di esercitare, in ciascuna provincia, talune funzioni di controllo sulle deliberazioni delle Province, dei Comuni e dei consorzi comunali e provinciali, funzioni che la legge 20 marzo 1865, n. 2248 - Allegato A aveva affidato alle deputazioni provinciali; alle giunte era inoltre attribuita la competenza in materia di contenzioso elettorale. La giunta era composta dal prefetto, da due consiglieri di prefettura designati dal ministro dell'interno e da quattro membri effettivi e due supplenti nominati dal Consiglio provinciale.
Successivamente, con legge 6837/1890, la giunta fu altresì investita di giurisdizione amministrativa:
- per decidere, sia sotto il profilo della legittimità che del merito, dei ricorsi (non rientranti nella competenza dell'autorità giudiziaria, né nella giurisdizione o tra le attribuzioni contenziose di corpi o collegi speciali) relativi alle materie espressamente previste dalla legge (a titolo esemplificativo, sui ricorsi contro le deliberazioni dei Consigli comunali e provinciali negli specifici settori indicati dalla legge; su quelli contro i provvedimenti contingibili e urgenti di sicurezza pubblica emanati dal sindaco in materia di edilizia, polizia locale e igiene pubblica; su quelli, presentati dai dipendenti delle Amministrazioni comunali, provinciali, delle Opere pie e degli enti morali soggetti alla tutela della Giunta provinciale amministrativa stessa, contro le deliberazioni delle rispettive Amministrazioni con le quali fossero state irrogate nei loro confronti sanzioni di particolare gravità);
- per decidere, sotto il profilo della legittimità (incompetenza, eccesso di potere, violazione di legge), sui ricorsi (non rientranti nella competenza dell'autorità giudiziaria, né nella giurisdizione o tra le attribuzioni contenziose di corpi o collegi speciali) contro le deliberazioni dell'autorità di pubblica sicurezza in materia di licenza di esercizi pubblici e di agenzie pubbliche, nonché contro le deliberazioni delle rappresentanze delle province, dei comuni, delle Opere pie e di ogni altro ente morale soggetto alla tutela della Giunta provinciale amministrativa stessa, con le quali fossero state inflitte ai rispettivi impiegati sanzioni disciplinari di minore gravità).

Per l'esercizio della giurisdizione, la Giunta provinciale amministrativa si componeva del prefetto, dei due consiglieri di prefettura e dei due consiglieri elettivi più anziani.
Le funzioni di giudice amministrativo sono state dichiarate incostituzionali dalla Corte costituzionale con sentenza n. 33 del 9-20 aprile 1968, poiché la posizione di dipendenza gerarchica dal Governo del prefetto e dei membri da lui designati ne pregiudicava l'indipendenza. Ora queste funzioni spettano al tribunale amministrativo regionale (TAR).
Quanto alle funzioni di controllo sugli enti locali, con l'istituzione delle regioni sono state trasferite ad un organo di queste previsto dalla Costituzione repubblicana, il comitato regionale di controllo (CORECO), ora soppresso.